# Tatsuya Ikeda
Tatsuya Ikeda (japanisch 池田 達哉 Ikeda Tatsuya; * 18. Mai 1988 in der Präfektur Hyōgo) ist ein japanischer Fußballspieler.

## Karriere
Ikeda erlernte das Fußballspielen in der Jugendmannschaft von Gamba Osaka. Seinen ersten Vertrag unterschrieb er 2007 bei Ōita Trinita. Der Verein spielte in der höchsten Liga des Landes, der J1 League. 2008 gewann er mit dem Verein den J.League Cup. Für den Verein absolvierte er 26 Ligaspiele. Danach spielte er bei SP Kyōto FC und Verspah Ōita.

## Erfolge
Oita Trinita
- J.League Cup

Sieger: 2008